# Popper-Synagoge
Koordinaten: 50° 3′ 8,8″ N, 19° 56′ 55,6″ O

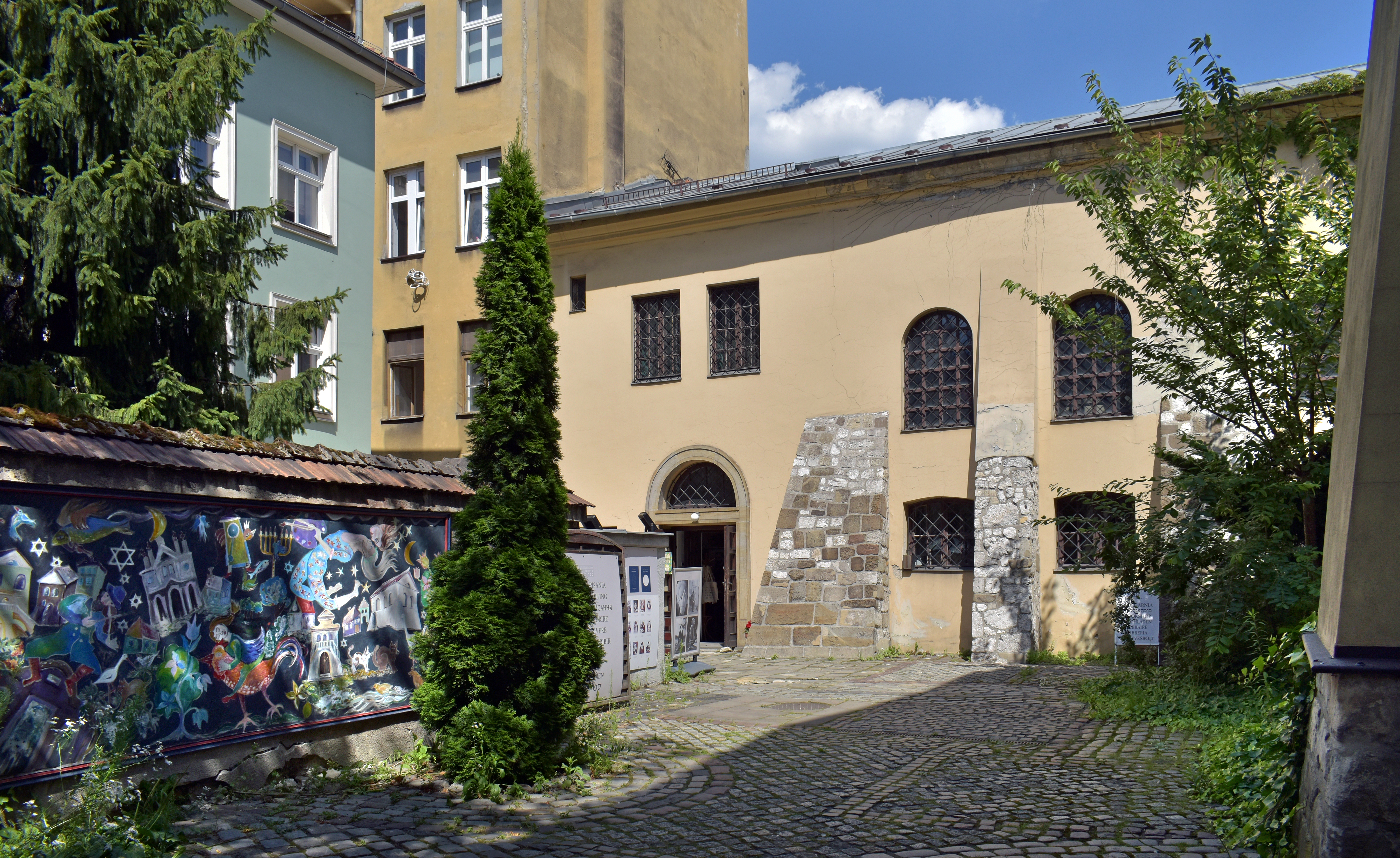
Popper-Synagoge (2020)

Die Popper-Synagoge (polnisch: Synagoga Wolfa Poppera w Krakowie oder Synagoga Mała) befindet sich im alten jüdischen Stadtteil Kazimierz in Krakau an der Ulica Szeroka 16.

## Geschichte
Die Synagoge wurde im Jahr 1620 von dem reichen jüdischen Kaufmann und Finanzier Wolf Popper gebaut. Dank seiner Großzügigkeit erhielt die Synagoge die reichste Innenausstattung aller Krakauer Synagogen. Ihr kostspieliger Unterhalt führte aber bei den nachfolgenden Generationen zu einer ernsthaften Verarmung, nahe am Konkurs. Daher übernahm die jüdische Gemeinde in Krakau die Synagoge, welche nur für das Notwendigste aufkam. Zum ersten Mal wurde die Synagoge im Jahr 1653 in der Steuerliste erwähnt.
Ursprünglich wurde die Synagoge an der Rückseite von Poppers Haus an der Ulica Szeroka gebaut, ihre östliche Wand grenzt an die Schutzmauer von Kazimierz. Im Jahr 1827 wurde die Synagoge erheblich erweitert: ein Nebengebäude, in welchem sich die Frauengalerie befand, ein neues Dach, Treppen und Vordächer, wo sich die Frauen unterhalten konnten. Bei der Ulica Szeroka wurde ein dreiachsiges Eingangstor gebaut, welches zu der Synagoge führt. Weitere Restaurierungsarbeiten und Umbauten fanden in den Jahren 1898 und 1904 statt.
Während des Zweiten Weltkrieges wurde das Innere der Synagoge signifikant durch die Nationalsozialisten zerstört und die wertvolle Innenausstattung ging unwiederbringlich verloren. Nach dem Krieg befand sich die Synagoge in einem schlechten Zustand. Infolge einer eingeschlagenen Bombe war das Dach zusammengebrochen und die Mauer zu Ulica Dajwór beschädigt. Dank der Bemühungen der jüdische Gemeinde  „Kongregation Mosaischen Glaubens“ (Kongregacja Wyznania Mojżeszowego) in Krakau wurde die Synagoge bald wieder aufgebaut.

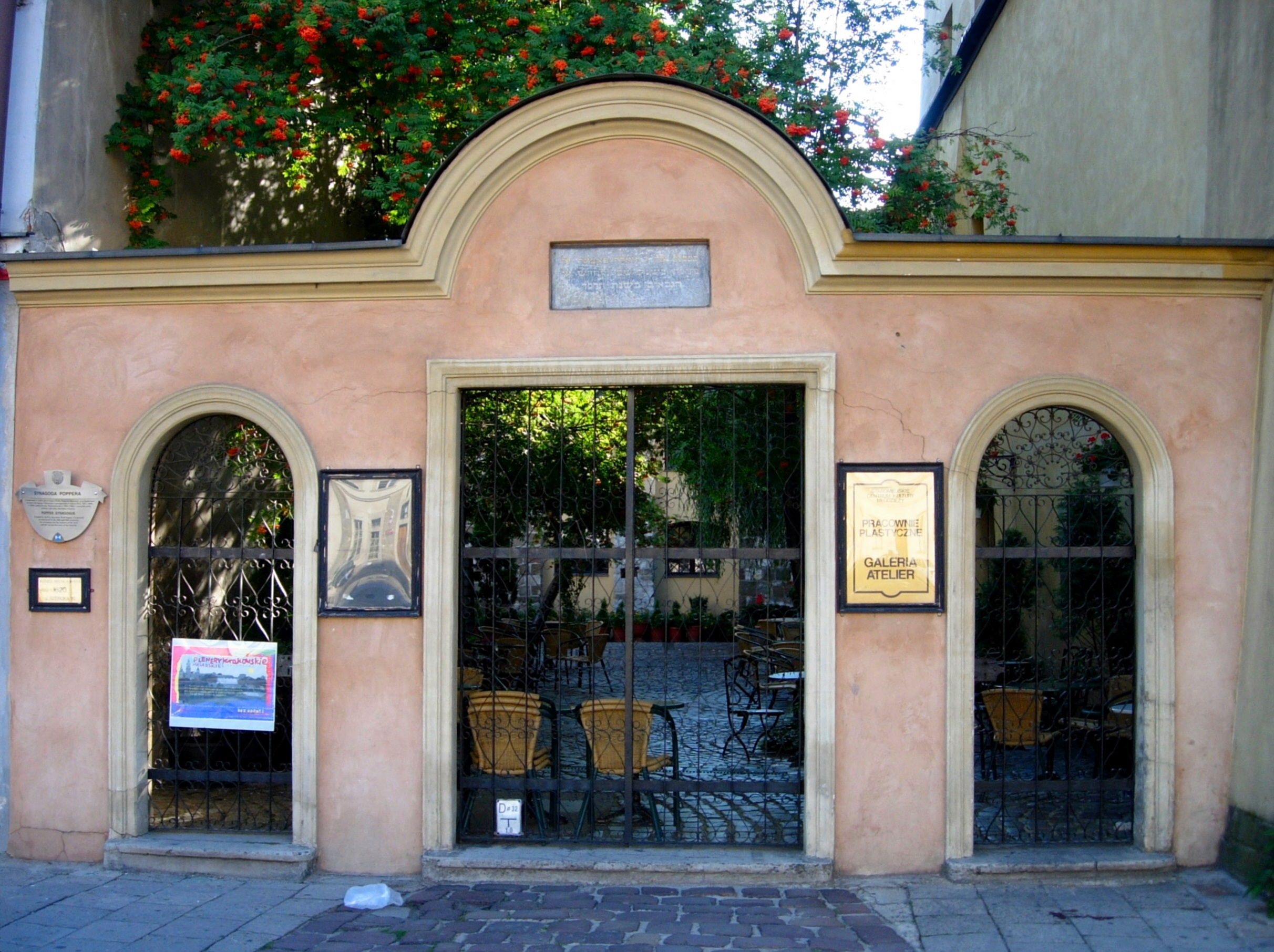
Eingangstor zu Popper-Synagoge (2006)
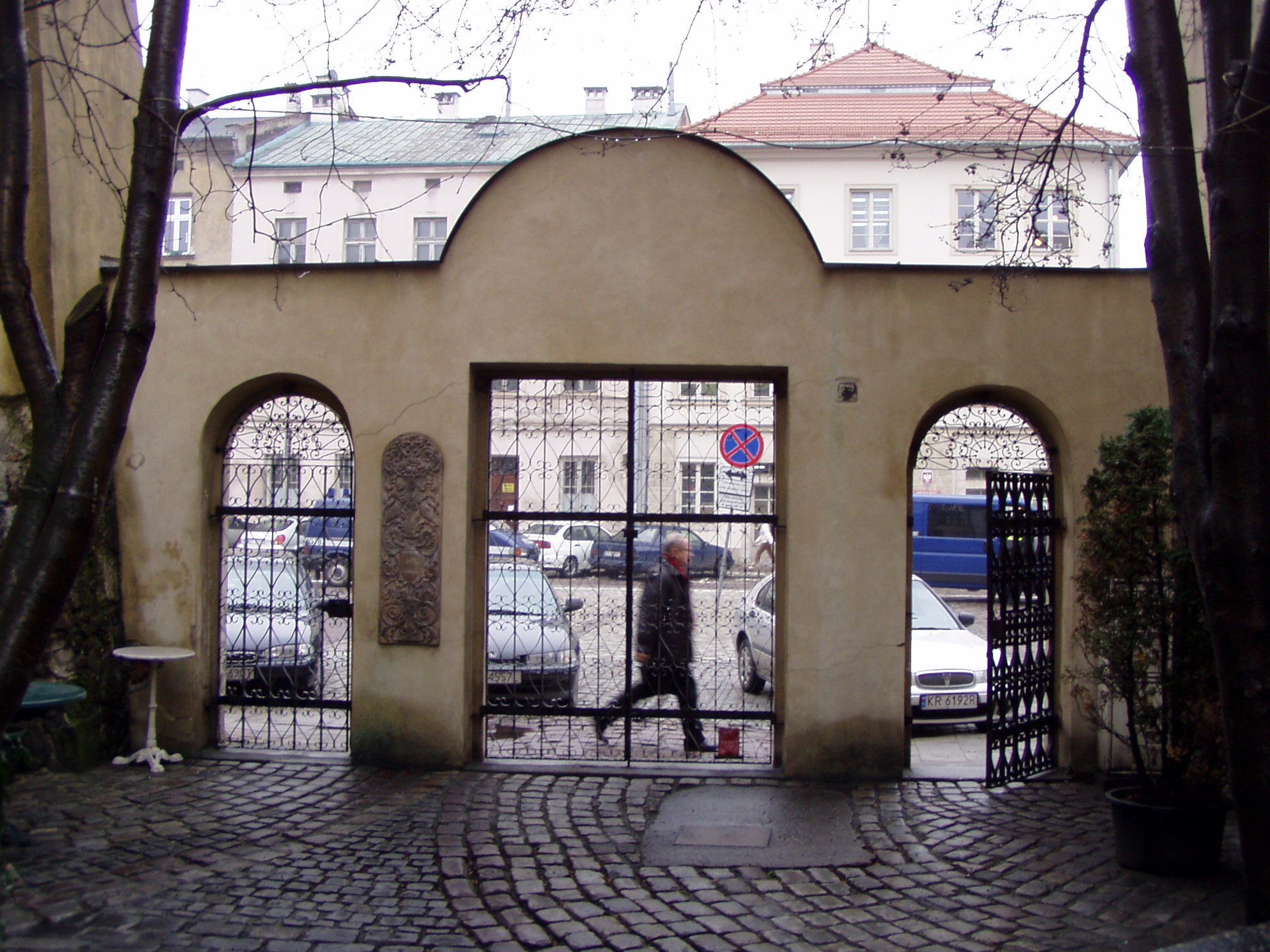
Der Blick vom Hof zum Tor und der Ulica Szeroka
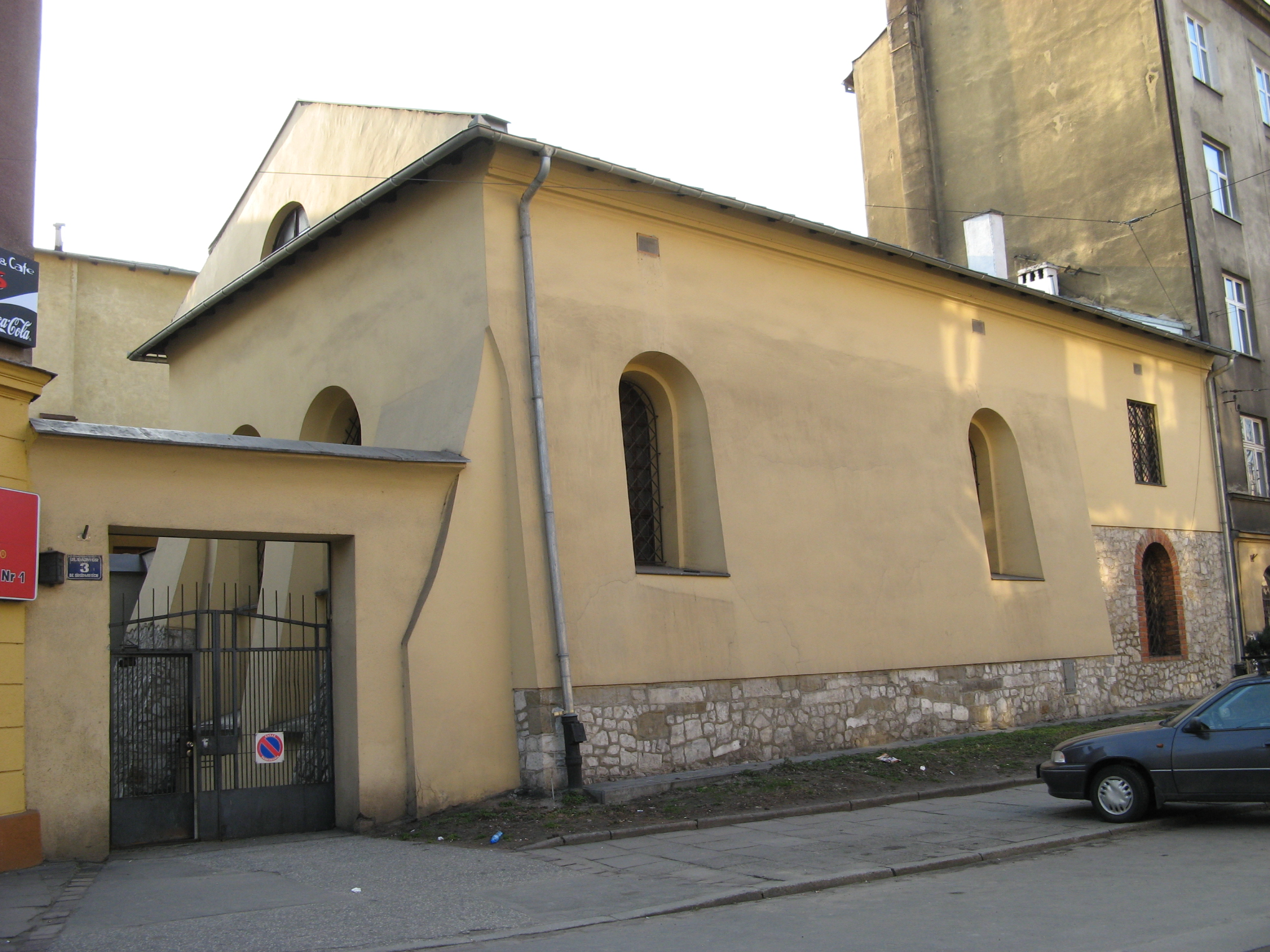
Blick von der Ulica Dajwór
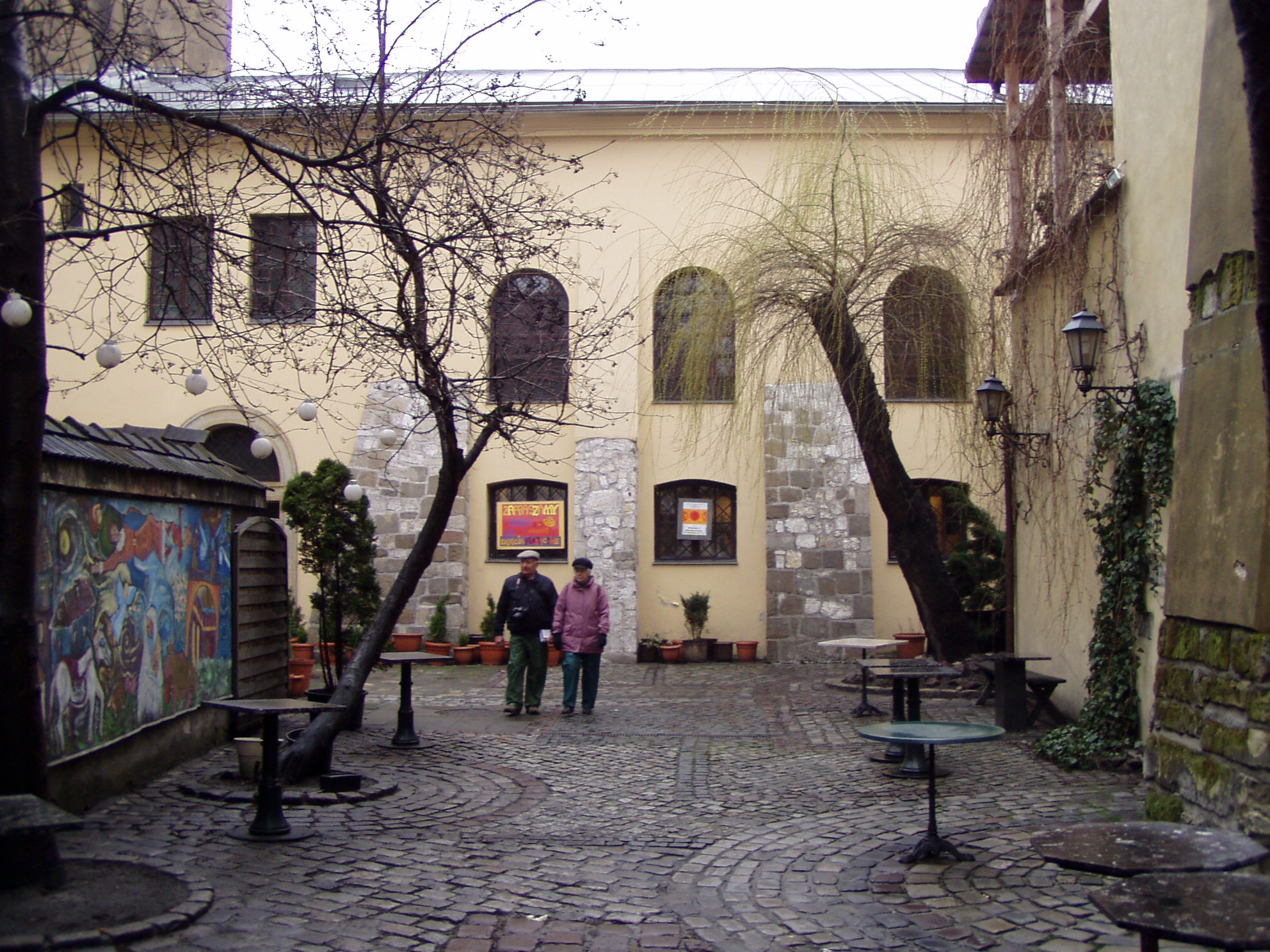
Blick auf den Innenhof der Synagoge

Später lebten in den Räumen der ehemaligen Frauengalerie mehrere Jahre lang jüdische Aussiedler aus der Sowjetunion. Im Jahr 1956 erteilte dann die kommunale Verwaltung Miejska Rada Narodowa einen Räumungsbescheid zwecks Umwandlung der Synagoge in ein Kulturzentrum für Gehörlose. Gegen diese Pläne protestierte die Kongregacja Wyznania Mojżeszowego mit ihrem Präsidenten Maciej Jakubowicz heftig, welcher der Meinung war, dass die Synagoge nicht der lokalen Unterhaltung dienen sollte. In der Zwischenzeit kam der Polnische Verband der Gehörlosen (Polskiego Związku Głuchoniemych) in Krakau zu der Auffassung, dass die Synagoge als Standort für ein Kulturzentrum nicht geeignet war und gab daher die Pläne auf. Der Protest der Kongregacja Wyznania Mojżeszowego war die größte Protestaktion der jüdischen Gemeinde im Nachkriegspolen.
In den Jahren 1965 bis 1967 fanden umfangreiche Renovierungsarbeiten an der Synagoge statt: die Aussparung für den Toraschrein wurde vermauert, der Eingang an der Ulica Dajwór wurde zu einem Fenster und die hölzernen Vordächer und Nebengebäude abgerissen. Nach Abschluss der Renovierung wurde die Synagoge mit Zustimmung der jüdischen Gemeinde in Krakau Gmina Wyznaniowa Żydowska w Krakowie eine Niederlassung des Jugendkulturzentrums Staromiejskiego Centrum Kultury Młodzieży. 
Im Jahr 2005 führte man weitere Renovierungsarbeiten durch, bei welchen das Gebäude verputzt wurde und die Fenster ausgetauscht, so dass es der Synagoge vor dem Krieg ähnelte. Seit 1996 finden im Rahmen des Jüdischen Kulturfestivals in Krakau Workshops „Odkrywanie Kazimierza“, bei denen die Teilnehmer durch die Kunst etwas über die Geschichte und Kultur von Kazimierz lernen – dem ehemaligen jüdischen Stadtviertel von Krakau.

## Architektur

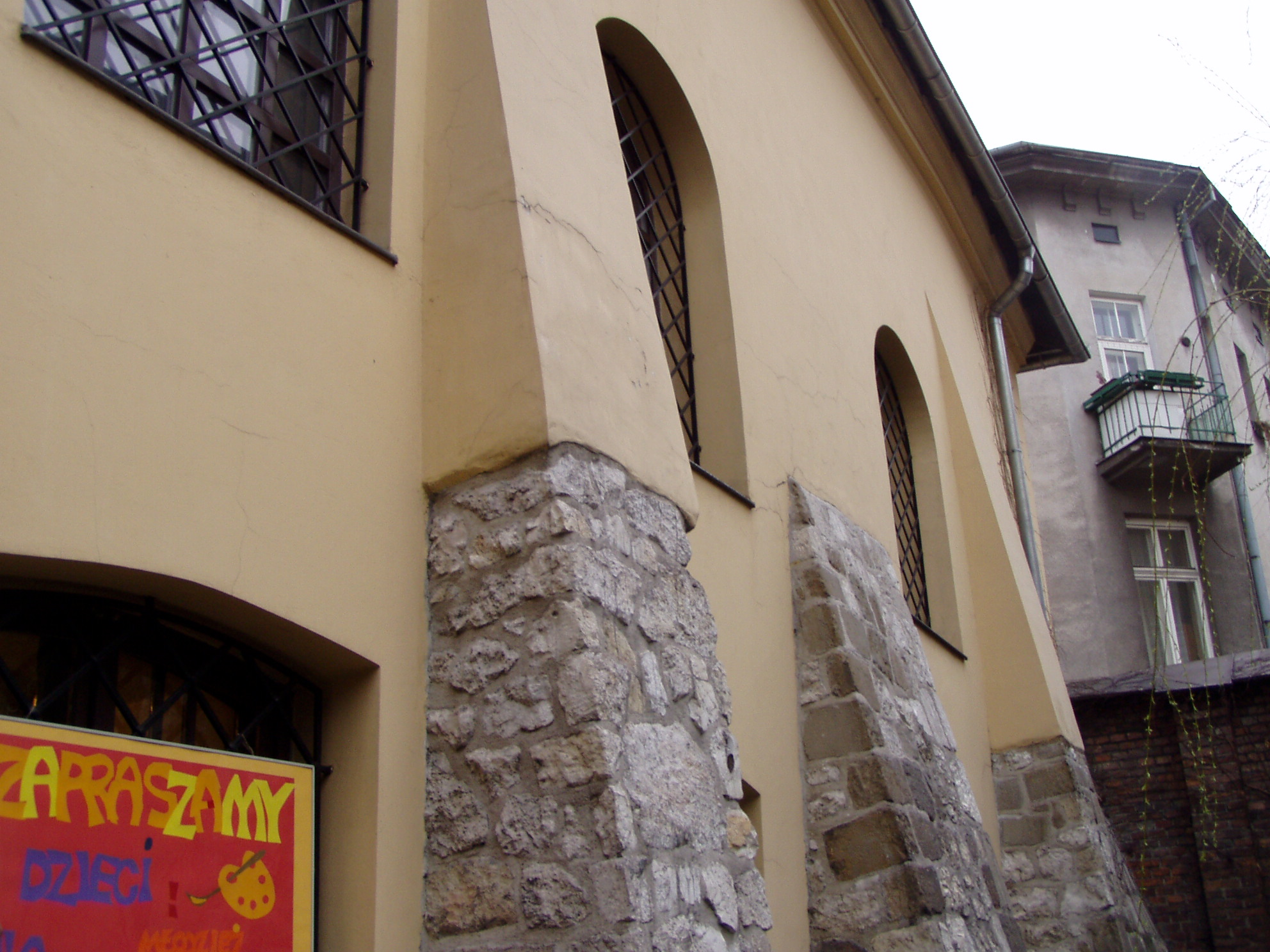
Blick vom Innenhof auf die Synagoge

Die Synagoge ist im Barockstil auf einem rechteckigen Grundriss mit Ziegeln und Steinen (unterer Teil der Wände) erbaut. Die Mauern werden durch mächtige Strebepfeiler gestützt. Im Inneren befindet sich eine rechteckige Hauptgebetshalle mit einem Tonnengewölbe, welche man durch einen kleinen Vorraum betreten kann. Vor dem Eingang zu der Synagoge an der Ulica Szeroka befindet sich ein kleiner rechteckiger Hof, welcher durch ein dreiachsiges Eingangstor geschlossen wird. Oberhalb des Mittelgangs befindet sich eine Plakette mit einer rekonstruierten Inschrift in Hebräisch, Inhalt: 
„Synagoge R. Wolf Popper, erbaut im Jahr 5380 (1620), restauriert durch den Verwaltungsrat im Jahr 5664 (1904)“
Bis zum heutigen Tag ist das ursprüngliche Layout der Gebetshalle und die Räume für die Frauen im nördlichen Teil erhalten, zu welchen eine Außentreppe in der nordwestlichen Ecke führen. An den Wänden und Gewölben sind die Überreste von polychromer Malerei von Schoenkera erhalten, die mit einer dünnen Schicht aus weißer Kreidefarbe übermalt wurden.

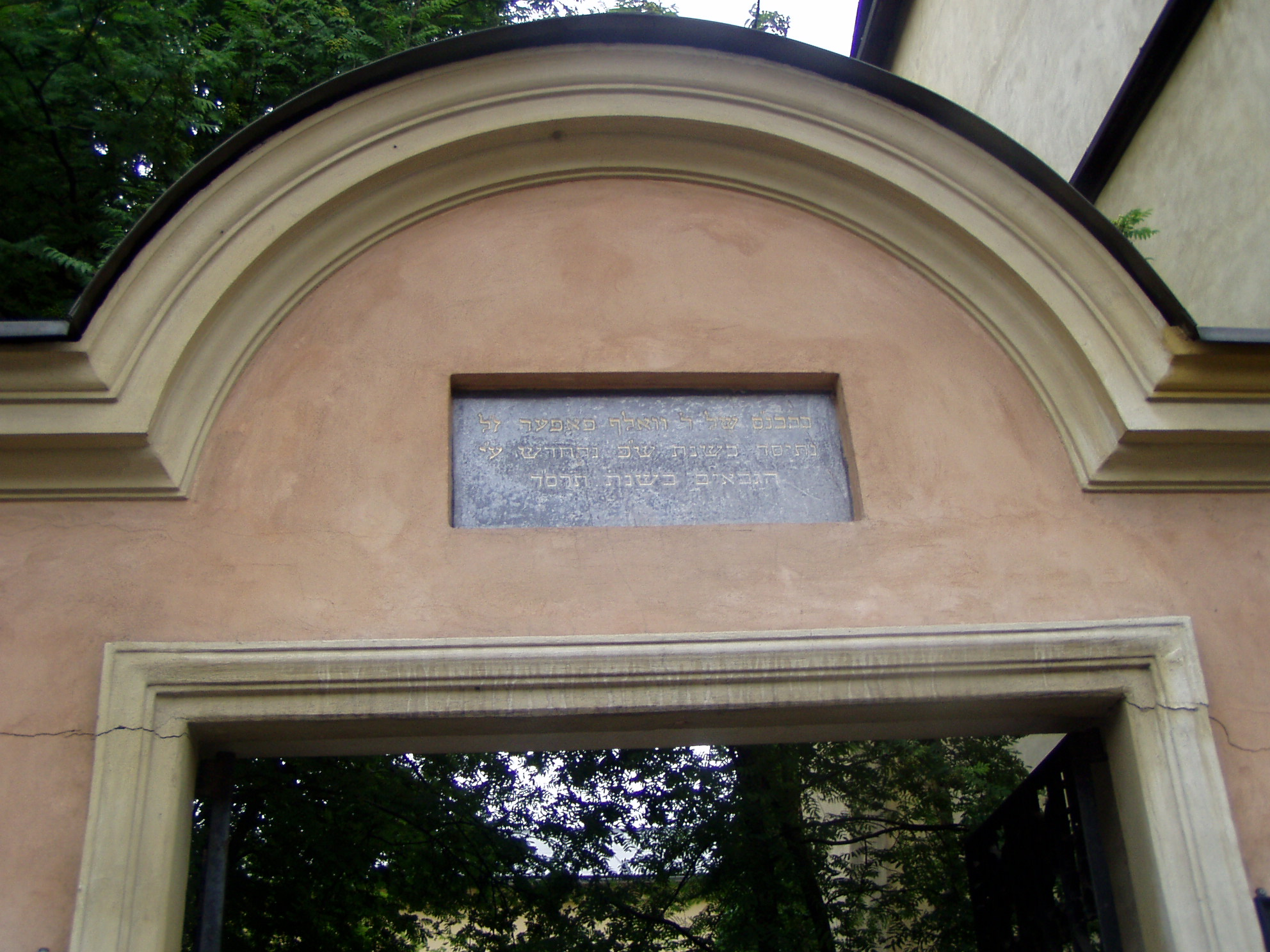
Hebräische Inschrift über dem Eingangstor
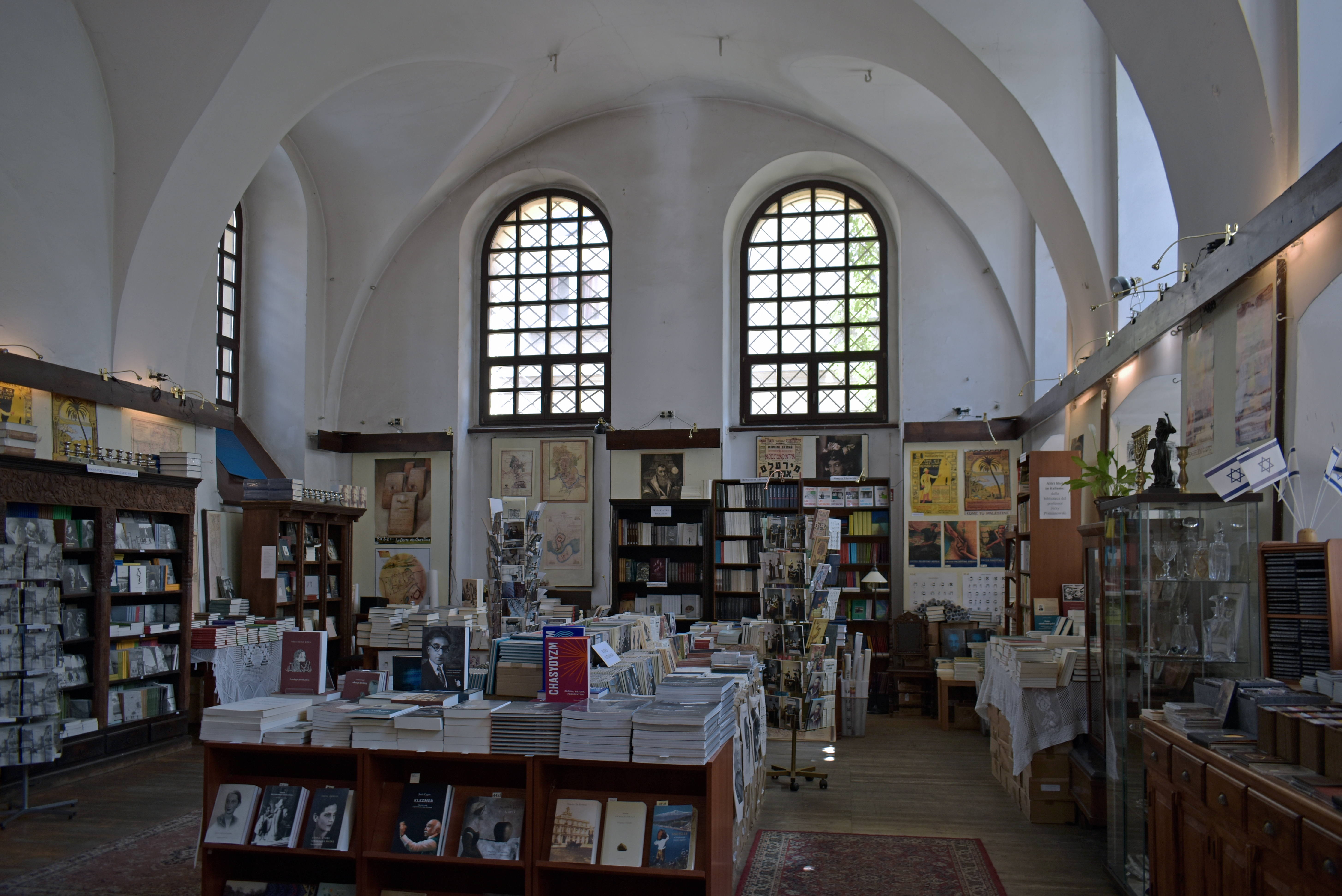
Haupthalle
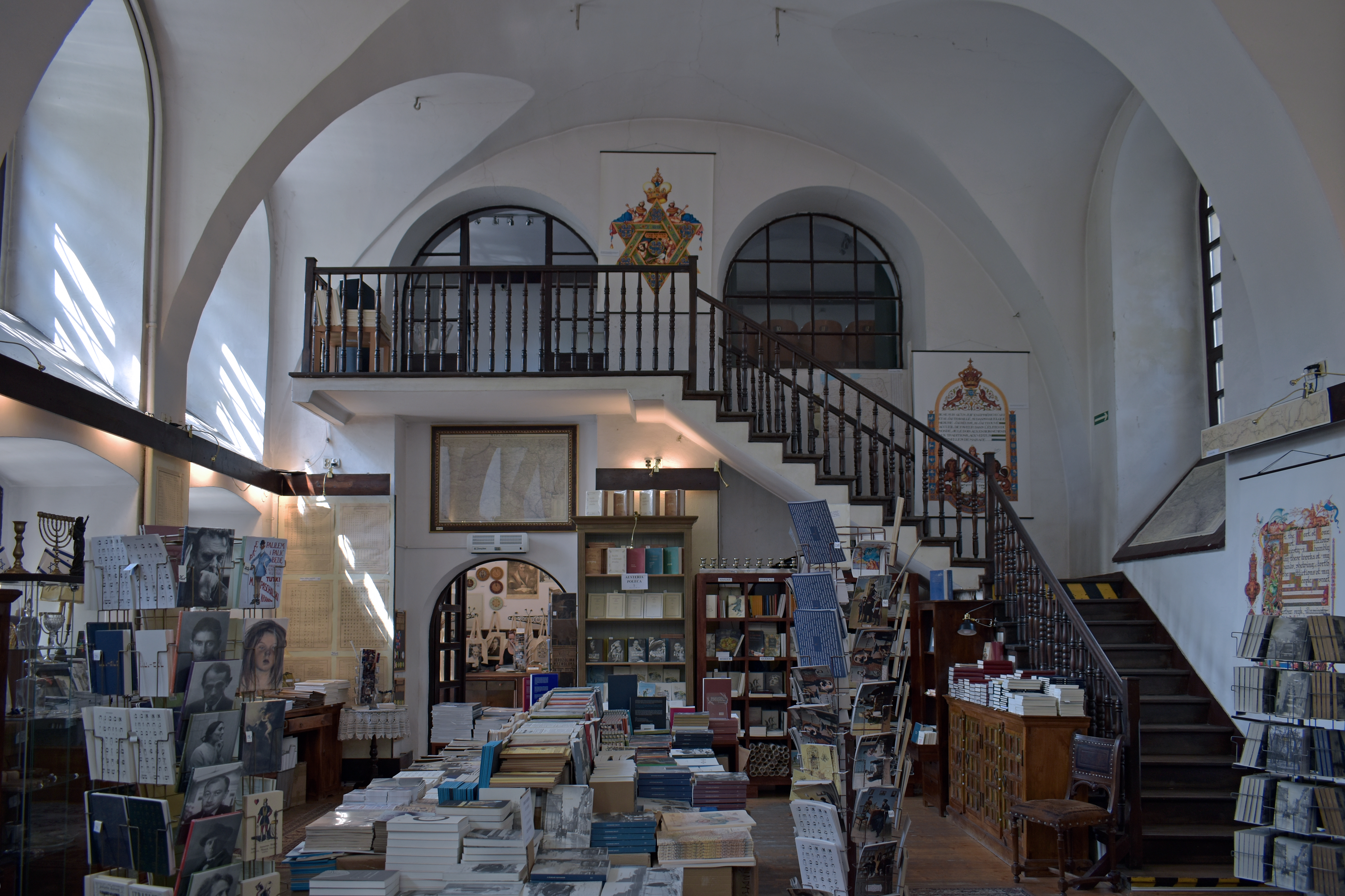
Haupthalle
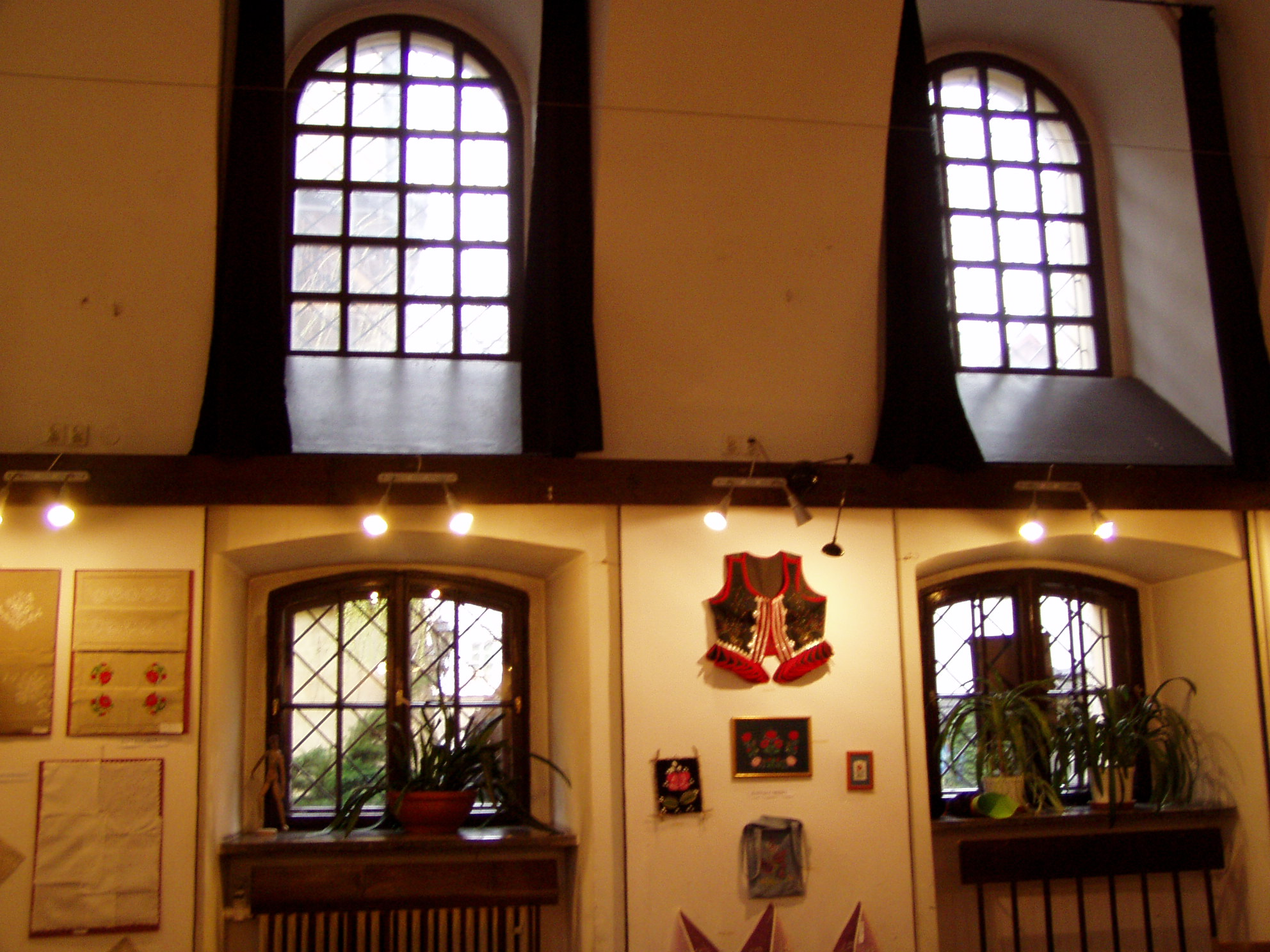
Haupthalle
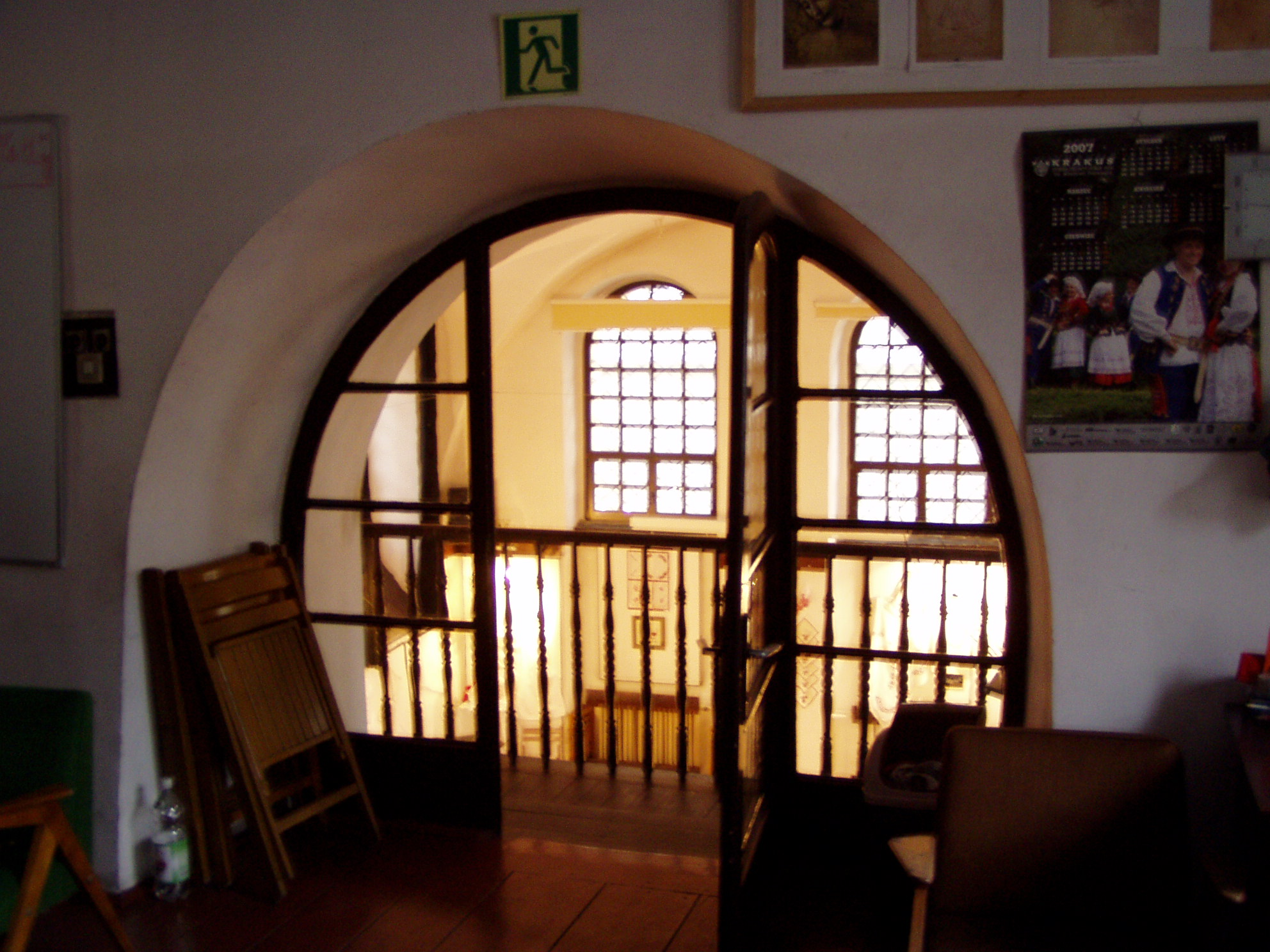
Der obere Raum
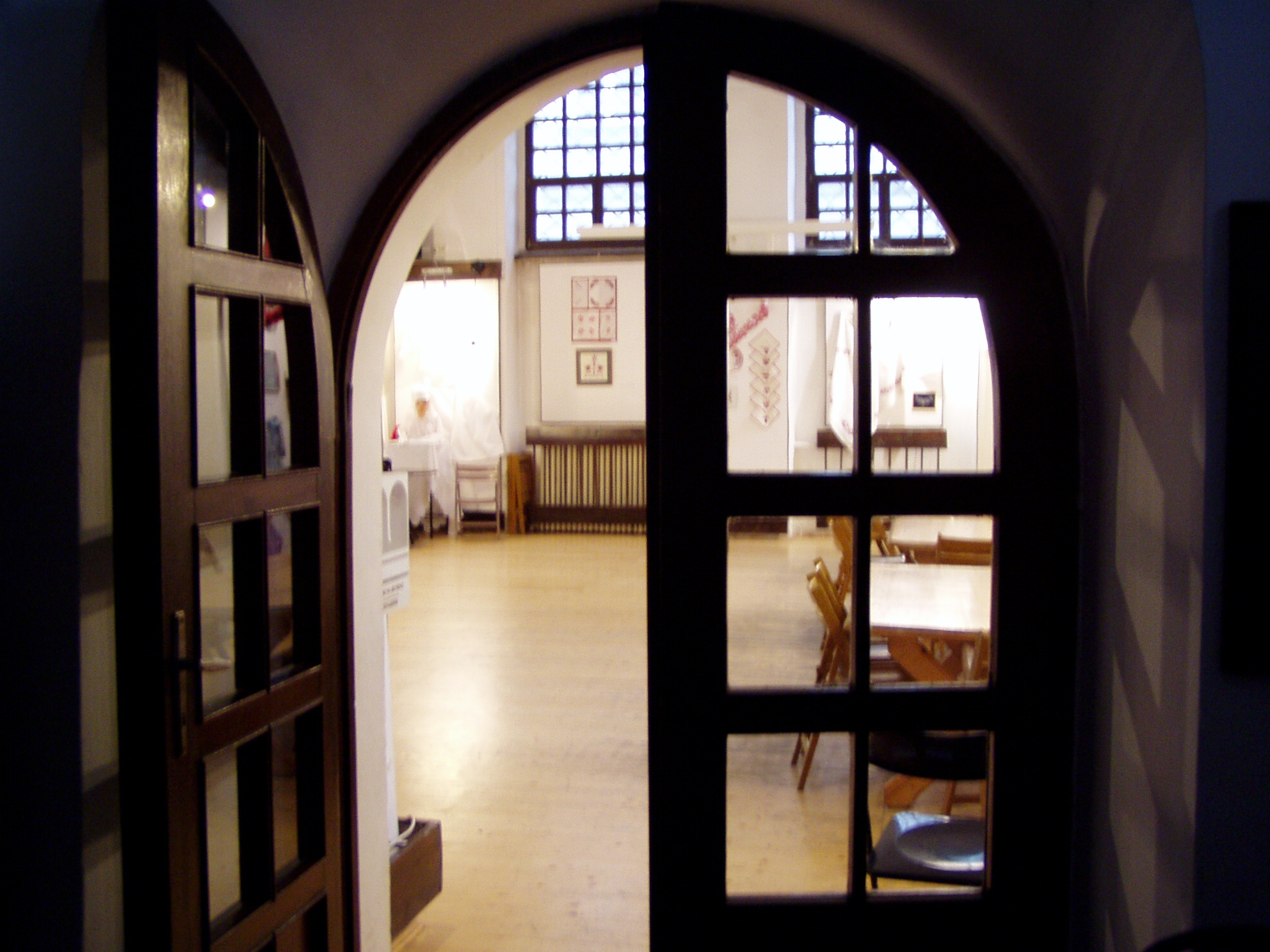
Blick vom Vorraum in die Haupthalle

Von der ursprünglichen Erstausstattung blieb nur das Flachrelief aus Eiche und die polychrome Barocktür vom Toraschrein aus dem 18. Jahrhundert übrig, die heute in der Sammlung des Privatmuseums von Isaak und Edith Wolfsonów in Jerusalem sind. Auf dem Flachrelief ist ein Löwe, ein Adler, ein Hirsch und ein Leopard dargestellt, die als Symbole für die Fähigkeiten und Kraft des Menschen fungieren. Oberhalb befindet sich die Tora-Krone und die Inschrift in Hebräisch.